# Острувець (Великопольське воєводство)
Острувець (пол. Ostrówiec, нім. Strohwitz) — село в Польщі, у гміні Кемпно Кемпінського повіту Великопольського воєводства.
Населення — 439 осіб (2011).
У 1975-1998 роках село належало до Каліського воєводства.

## Демографія
Демографічна структура станом на 31 березня 2011 року:
|          | Загалом | Допрацездатний вік | Працездатний вік | Постпрацездатний вік |
| -------- | ------- | ------------------ | ---------------- | -------------------- |
| Чоловіки | 226     | 54                 | 146              | 26                   |
| Жінки    | 213     | 41                 | 128              | 44                   |
| Разом    | 439     | 95                 | 274              | 70                   |